# Billy Mitchell (volcà)
Billy Mitchell és un volcà en escut piroclàstic que es troba al centre de l'illa de Bougainville, al nord-est del volcà Bagana, a Papua Nova Guinea. És un petit escut piroclàstic truncat per una caldera de 2 km d'amplada on hi ha un llac de cràter de 3 km2 i 90 metres de profunditat. Porta el nom de Billy Mitchell, un general de l'exèrcit dels Estats Units del segle XX que es considera el pare de la Força Aèria dels Estats Units.
Les dues últimes grans erupcions van ser l'any 1580 dC ± 20 anys i cap al 1030 dC. Van ser unes de les erupcions de l'Holocè més grans a Papua Nova Guinea. Ambdues van ser erupcions explosives amb un índex d'explosivitat volcànica d'almenys 5. L'erupció de 1580 dC ± 20 va produir fluxos piroclàstics i probablement va formar la seva caldera. El dipòsit d'ignimbrites d'aquesta erupció, que va tenir un VEI de 6, s'estén 22 quilòmetres des de la caldera fins a la costa, i el seu volum és d'uns 10 quilòmetres cúbics.